# ОШ Краљ Петар I – Ослободилац Корбевац
ОШ „Краљ Петар I – Ослободилац” у Корбевцу, једна је од установа основног образовања на територији града Врања.
Основна школа у Корбевцу постоји преко 100 година. Према неким непровереним подацима које је дао некадашњи учитељ школе Трајко Стошић, школа је основана у прошлом веку давне 1892. године. Школа своје програмске задатке реализује са ученицима насеља Корбевац и Крива Феја, Паневље, Клисурица и Себеврање.
Школски објекти у којима ће се обављати васпитно-образовни рад налазе се у следећим местима: Корбевац (централни школски објекат), Крива Феја, село Паневље, село Клисурица и село Себеврање.
Школа у Корбевцу располаже са седам учионица, кухињским објектом, библиотеком, наставничком канцеларијом, канцеларијама за административно особље, стручног сарадника и директора школе. Међутим, у поређењу са истуреним школама, услови за рад су много бољи у централној школи у Корбевцу.